# Műcsarnok (album)
A Műcsarnok Cseh Tamás 1981-ben megjelent nagylemeze, a dalok szövegeit Bereményi Géza írta.

## A lemez dalai
1. Valóság nagybátyám	3:20
2. Arthur Rimbaud elutazik	4:28
3. Dal a ravaszdi Shakespeare Williamről	3:57
4. Ady utolsó fényképe	3:27
5. A dédapa dala	3:43
6. Petőfi halála	2:40
7. Lee van Cleef	6:28
8. József Attila	2:59
9. F. M. Dosztojevszkij és az ördög	4:28
10. Műcsarnok	3:40
11. Filmdal	4:15

## Közreműködők
- Cseh Tamás – ének, gitár
- Belej Ferenc – cselló
- Bóna János, Büki Mátyás – hegedű
- Gacsó Gabriella – fuvola, xilofon, vokál
- Gallai Péter – billentyűs hangszerek, csembaló
- Geiger György – trombita
- Gémesi Katalin – gitár
- Hóna Gusztáv, Tóth Ferenc – harsona
- Mali István – klarinét
- Vigh Lajos – brácsa
- Virágh István – oboa
- valamint a Bojtorján együttes

## Technikai stáb
A felvétel a Hungaroton Rottenbiller utcai Stúdiójában készült 1980-ban.
- Zenei rendező: Péterdi Péter
- Hangmérnök: Zakariás István
- Borító: Holló László, Diener Tamás, Huschit János, Nagy Péter